# Matrix (1999.)
Matrix (eng. The Matrix) je znanstvenofantastični film iz 1999. godine koji su napisali i režirali Lana i Lilly Wachowski. U filmu nastupaju Keanu Reeves, Laurence Fishburne, Carrie-Anne Moss, Joe Pantoliano i Hugo Weaving, te se počeo prikazivati u SAD-u 31. ožujka 1999.g. Uspjeh je doveo do izlaska dvaju filmskih nastavaka, te je franšiza The Matrix bila dalje proširena putem produkcije stripova, videoigara i animiranih kratkih filmova.
Film opisuje budućnost u kojoj je stvarnost koju doživljava većina ljudi zapravo simulirana stvarnost ili kibernetski prostor. Tu umjetnu stvarnost su stvorili svjesni strojevi da podčine ljude i iskoriste toplinu i elektricitet njihova tijela kao izvor energije. Nakon što to sazna, kompjutorski programer Neo biva uvučen u pobunu protiv strojeva u koju su uključeni drugi ljudi koji su se oslobodili "svijeta snova" i vratili u realnost.
Film sadrži mnoge referencije na cyberpunk i hakersku supkulturu, filozofske i religijske ideje kao što su zli demon Renéa Descartesa, Alegorija pećine, eksperiment "mozak u bačvi". Odaje se počast knjizi Alisa u zemlji čudesa, filmu Metropolis, hongkonškim akcijskim filmovima, spaghetti vesternima, distopijskoj fikciji, radu Mauritsa Eschera, i japanskom animeu.

## Radnja
Programer Thomas Anderson (Keanu Reeves) je potajno haker, poznat kao "Neo". On je nemiran, nestrpljiv i odlučan da nauči značenje tajnovitih referenci na "Matricu" koje se pojavljuju na njegovom kompjuteru. Hakerica Trinity (Carrie-Anne Moss) potvrđuje da mu može pomoći čovjek koji se zove Morpheus (Laurence Fishburne); međutim, tri agenta, koje vodi agent Smith (Hugo Weaving), uhite Nea i pokušaju ga spriječiti da dođe do Morpheusa. Nezaplašen, Neo se susreće s Morpheusom i složi se da ga slijedi progutavši ponuđenu crvenu pilulu. Neo se iznenada budi u komori ispunjenoj tekućinom, povezan zajedno s tisućama drugih ljudi na složenu elektroničku konstrukciju. Spašava ga Morpheus i dovodi na lebdeći brod "Nabukodonosor".
Morpheus govori Neu da se ljudi bore protiv svjesnih strojeva koji su stvoreni početkom 21. stoljeća i koji otada kontroliraju Zemljinu površinu. Strojevi skupljaju bioelektričnu energiju ljudi koji se drže u Matrici - simuliranoj stvarnosti svijeta kakav je bio 1999. Neo je živio u tom svijetu od rođenja; u stvarnosti je godina 2199. Morpheus i njegova posada pripadaju grupi slobodnih ljudi koji "isključuju" druge iz Matrice i regrutiraju ih u pobunu protiv strojeva, te koji mogu steći nadljudske sposobnosti unutar Matrice, razumijevajući njezinu pravu prirodu da manipuliraju njezinim fizikalnim zakonima. Upozoravaju Nea da smrtonosne ozljede u Matrici mogu ubiti osobu i u stvarnosti, te da su agenti koje je upoznao snažni kompjuterski programi koji eliminiraju ljudsku prijetnju sustavu. Morpheus vjeruje da je Neo "Izabrani", čovjek za kojeg je predskazano da će okončati rat.
Grupa ulazi u Matricu da posjeti Oracle (Gloria Foster), koja predviđa dolazak Izabranog. Oracle daje naslutiti da Neo nije Izabrani, ali ga upozorava da će uskoro biti primoran birati između svog i Morpheusovog života.
Grupu napadaju iz zasjede agenti i policija u kojoj pogine član njihove grupe Mouse (Matt Doran). Morpheus dopušta da ga zatoče da bi omogućio Neu i ostalima da pobjegnu. Njihov saveznik Cypher (Joe Pantoliano) ih izdaje: sklapa dogovor s agentima za stalan povratak u udoban život Matrice u zamjenu za Morpheusa. Na "Nabukodonosoru" Cypher ubija članove posade Switcha, Apoca i Dozera prije nego što ga ubije Dozerov mlađi brat Tank (Marcus Chong).
Agenti drogiraju i ispitaju Morpheusa u pokušaju da saznaju njegove pristupne šifre u glavno računalo u Zionu, ljudskom podzemnom utočištu u stvarnom svijetu. Neo i Trinity se vraćaju u Matricu i spašavaju svog vođu; tijekom spašavanja Neo postaje sigurniji u svoju sposobnost da manipulira Matricom, te konačno uspije izbjeći metke ispaljene u njega.
Morpheus i Trinity koriste telefon da izađu iz Matrice, ali Nea iz zasjede napada agent Smith.  On je nepokolebljiv i pobjeđuje Smitha, ali bježi kad agent zaposjedne drugo tijelo. U međuvremenu, u stvarnom svijetu strojevi se približavaju "Nabukodonosoru". Trenutak prije nego što dosegne drugi izlaz, Nea pogađa i ubija agent Smith. Trinity, koja stoji izad Nea u stvarnom svijetu, šapće da joj je Oracle rekla da će se zaljubiti u Izabranog. Poljubi Nea i vrati ga u život. Neo oživljava s novom moći da razumije i kontrolira Matricu, te bez napora uništi agenta Smitha prije nego što se vrati u stvarni svijet, na vrijeme da brodskim oružjem s elektromagnetskim pulsom (EMP) uništi strojeve.
Na kraju filma se Neo vraća u Matricu, u telefonskom razgovoru obećaje da će pokazati ljudima zatočenima u Matrici da je "sve moguće". Spušta slušalicu i odleti u nebo.

## Uloge
- Keanu Reeves kao Thomas A. Anderson/Neo: programer u korporaciji Metacortex koji ilegalno radi kao haker. Regrutira ga Morpheus da se bori protiv strojeva. Will Smith je odbio ulogu da snimi Divlji Zapad, zato što je bio skeptičan prema specijalnim efektima koje su htjeli prvi put napraviti na filmu, tzv. "bullet timeu" (efekt koji omogućava gledatelju da gleda usporeni snimak neke scene dok izgleda kao da kamera kruži oko scene normalnom brzinom).[2] Kasnije je izjavio da "nije bio dovoljno zreo kao glumac" u to vrijeme,[2] te da su mu dali ulogu, da bi "zabrljao stvar".[3][4] Nicolas Cage je također odbio ulogu zbog "obiteljskih obaveza".[5]
- Laurence Fishburne kao Morpheus: čovjek koji se oslobodio Matrice, kapetan "Nabukodonosora". Pronalazi Nea i pomaže mu da spozna istinu. Sean Connery je odbio ulogu Morpheusa.[6]
- Carrie-Anne Moss kao Trinity: oslobodio ju je Morpheus, članica posade "Nabukodonosora", zaljubljena u Nea.
- Hugo Weaving kao agent Smith: program Matrice koji su stvorili svjesni strojevi čija je svrha uništiti Zion i zaustaviti ljude da izađu iz Matrice. Za razliku od ostalih agenata, njegova je ambicija da se oslobodi svojih dužnosti.
- Joe Pantoliano kao Cypher: još jedan čovjek kojeg je oslobodio Morpheus, koji ga izdaje agentima da bi osigurao svoj povratak u Matricu, gdje može biti netko slavan i živjeti luksuznim životom.
- Julian Arahanga kao Apoc: oslobođeni čovjek i član posade "Nabukodonosora".
- Anthony Ray Parker kao Dozer: "prirodno" rođen čovjek izvan Matrice, pilot "Nabukodonosora".
- Marcus Chong kao Tank: "operator" "Nabukodonosora", Dozerov brat, također rođen izvan Matrice.
- Matt Doran kao Mouse: oslobođeni čovjek i programer na "Nabukodonosoru".
- Gloria Foster kao Oracle: prognani svjesni kompjuterski program koji još uvijek boravi u Matrici te pomaže ljudima svojom dalekovidnošću i mudrošću.
- Belinda McClory kao Switch: žena koju je oslobodio Morpheus, članica "Nabukodonosora".
- Paul Goddard kao agent Brown: jedan od dvaju svjesnih programa "agenata" u Matrici koji radi s agentom Smithom da uništi Zion i zaustavi bijeg ljudi iz sustava.
- Robert Taylor kao Agent Jones: drugi svjesni program "agenta" koji radi sa Smithom.
- Ada Nicodemou kao DuJour (The White Rabbit Girl), referencija na Bijelog zeca iz Alise u zemlji čudesa.

## Produkcija
The Matrix je napravljen u koprodukciji s Warner Brosom. i australskim Village Roadshow Pictures, te su skoro sve scene snimljene u studiju Fox u Sydneyu, Australija, i u samom gradu. Znamenitosti grada nisu bile uključene da bi se sačuvao izgled općeg američkog grada. Ipak, u nekim scenama su vidljivi Sydney Harbour Bridge, ANZAC Bridge, Tehnološki univerzitet, toranj AWA, Martin Place i ogranak banke Commonwealth, kao i znakovi na zgradama ureda osiguranja MMI (sada Allianz), korporacije AON, Citigroup, Telstra, Westpac, KPMG, Ernst & Young i IBM. Ostale indikacije filmske lokacije uključuju promet na lijevoj strani i znakove ispisane terminima i napisane u australskoj varijanti engleskog jezika, npr. "lift" i "authorised" (umjesto u američkoj varijanti "elevator" i "authorized").
Suptilno se ukazuje na Chicago, Illinois, rodni grad redatelja, npr. suptilno postavljena slika horizonta Chicaga, gradske karte, odredište podzemnog vlaka tijekom borbe na stanici metroa između Nea i agenta Smitha na kojoj piše "Loop" (Chicago Loop je povijesni poslovni centar grada) i nazivi ulica: Wells, Lake, Franklin, Erie, State, Balbo, Wabash, Adams.
Set krova zgrade koji Trinity koristi da bi pobjegla od agenta Jonesa na početku filma ostao je nakon produkcije filma Dark City iz 1998., što je primijećeno zbog slične tematike filmova. Prema knjizi The Art of the Matrix, barem je jedna scena i mnoštvo kraćih akcijskih dijelova bilo izostavljeno iz završnog reza, te do danas nisu objavljeni.
Redatelji Wachowski su jako željeli da svi uključeni razumiju tematsku pozadinu filma. Npr., tražili su od većine glavnih glumaca i ekipe da pročitaju djelo iz 1981. francuskog filozofa Jeana Baudrillarda, Simulacija i simulakrum; u toj su knjizi na početku filma skriveni diskovi.
Autori stripova Geof Darrow i Steve Skroce su zasebno radili na konceptu i skripti filma.

### Dizajn
U filmu je šifra koja uključuje samu Matricu često prikazana u obliku zelenih znakova koji se slijevaju prema dolje. Ova šifra uključuje zrcalne slike kane polovične visine, te zapadnjačko latinično pismo i arapske brojeve. Uglavnom se koriste zelena i plava boja: karakteristična zelena boja za scene unutar Matrice i plava boja za scene smještene u stvarnom svijetu. Povrh toga su u setove za scene unutar Matrice inkorporirani obrasci mreže, s namjerom da prenesu hladnu, logičnu i umjetnu prirodu tog okruženja.
"Digitalna kiša" jako podsjeća na sličnu kompjutersku šifru u filmu Duh u oklopu, utjecaj koji su priznali u serijalu The Matrix. Zelena boja reflektira zelenu nijansu koja se obično koristila na ranim monokromatskim monitorima.

### Vizualni efekti
.
Film je popularizirao upotrebu vizualnih efekata poznatih kao bullet time, koji dopušta gledatelju da istraži trenutak koji se razvija u usporenom kretanju dok se kamera doima kao da kruži oko scene normalnom brzinom.
Metoda koja se koristila za stvaranje ovih efekata uključuje tehnički razrađenu verziju stare fotografske tehnike koja je poznata kao vremenski odsječak (eng. time slice), u kojem se velik broj kamera smješta oko objekta i okida skoro simultano. Svaka kamera je fotografska, a ne filmska, što doprinosi samo jednom kadru sekvence videa. Kad se sekvenca snimaka gleda kao i na filmu, gledatelj vidi ono što su u stvari dvodimenzionalni "odsječci" trodimenzionalnog trenutka. Gledanje takvog filma s vremenskim odsječkom je slično stvarnom doživljaju hodanja oko kipa da se vidi kako izgleda iz različitih kutova. Pozicioniranje fotoaparata može se mijenjati ovisno o željenoj krivulji, da se stvori gladak pokret kamere u završnom isječku, a vremensko usklađivanje okidanja svake kamere može se neznatno razlikovati tako da kretanje scene može biti izvedeno (iako tijekom vrlo kratkog razdoblja u stvarnom vremenu).
U nekim scenama u filmu koriste se efekti vremenskih odsječaka s potpuno zamrznutim likovima i objektima. Filmske tehnike interpolacije poboljšale su protok očitog "pokreta kamere". Efekt su kasnije razradili Redatelji Wachowski i kontrolor vizualnih efekata John Gaeta da bi stvorili efekt bullet time koji uključuje vremensko kretanje: scena napreduje u usporenom i promjenjivom kretanju, što je bolje nego da je u potpunosti zamrznuta. Inženjeri u kompaniji Manex Visual Effects razvili su planske metode trodimenzionalne vizualizacije koja uključuje napredak od mehanički fiksiranih gledišta prema kompliciranijim smjerovima kretanja kamere i točkama interesa koje se fleksibilno kreću. Također postoji poboljšan protok putem korištenja nelinearne interpolacije, digitalne kompozicije, te uvođenje kompjuterski generiranog "virtualnog" krajobraza.
Cilj snimaka s efektom bullet time u filmu The Matrix bio je da se kreativno ilustriraju vrste događaja u kojima je važniji um od događaja uhvaćenih "virtualnom kamerom". Međutim, originalni tehnički pristup bio je fizički ograničen unaprijed određenim perspektivama, te dobiveni efekt samo nagovješćuje mogućnosti prave virtualne kamere.
Evolucija koncepta fotogrametrijske pozadine i pozadine koja se temelji na slikama, koja je kompjutorski generirana, snimkama s efektom bullet time pripremila je teren za kasnije inovacije u nastavcima The Matrix Reloaded and The Matrix Revolutions. Virtualna kinematografija (kompjuterski generirani likovi, lokacije i događaji) i tzv. proces universal capture s visokom rezolucijom (npr. umnožavanje agenta Smitha) u potpunosti su zamijenili upotrebu niza fotoaparata, čime su se približili stvaranju "virtualne kamere".
Kompanija Manex Visual Effects koristila je klaster za UNIX-u slične operacijske sustave FreeBSD da stvori mnoge vizualne efekte filma.

## Utjecaji
The Matrix je nedvojbeno konačna cyberpunk tvorevina.

Čak i ako je The Matrix hibrid i možda sadrži puno više nego bilo koji žanrovski naziv može opisati, on pripada epskom žanru, dok, u modernom govoru, redefinira junaka koji se želi nadići nad prijetnjama čovječanstvu. Film ima mnoge referencije na aktualne filmove i književnost, također povijesne mitove, religije i filozofije. Premisa filma nalikuje na starogrčki aforizam "spoznaj samog sebe", Platonovu Alegoriju pećine, kršćansku doktrinu Trojstva, Calderónovu alegoriju Život je san, zlog demona Renéa Descartesa, Kantova razmatranja o fenomenu naspram noumena, satiričnu novelu Flatland Edwina Abbott Abbotta, The Sleeping Man Gurdijeva, i tzv. eksperiment "mozak u bačvi".
Baudrillardova Simulacija i simulakrum također se pronalazi u filmu, te je bilo obavezno štivo za glumce. Međutim, Baudrillard je komentirao da su u filmu krivo protumačili i iskrivili njegov rad.
U postmodernoj misli, interpretacije filma često referiraju na Baudrillardovu filozofiju da demostriraju da je film alegorija na suvremeno iskustvo u snažno komercijaliziranom društvu pod utjecajem medija, posebno u razvijenim zemljama. Vidljiv je utjecaj teorije matrixial Brache Ettinger, razvijene u nizu knjiga i eseja s kraja osamdesetih do danas, a javnost je obratila pažnju na nju putem djela povjesničara umjetnosti kao što su Griselda Pollock i filmskih teoretičara kao što je Heinz-Peter Schwerfel.
Postoje sličnosti s nekoliko djela znanstvenofantastičnog pisca Philipa K. Dicka, kao i cyberpunk djela kao što je roman Neuromancer Williama Gibsona. Naziv filma "Matrix" preuzet je iz Gibsonovog romana.
Film Duh u oklopu, japanskog redatelja Mamorua Oshiija predstavlja snažan utjecaj. Producent Joel Silver je izjavio da su Redatelji Wachowski prvi put opisali svoje namjere za The Matrix pokazujući mu taj anime i rekavši: "Želimo to napraviti u stvarnosti.". Mitsuhisa Ishikawa iz Production I.G, koji je producirao Duha u oklopu, primijetio je da su visokokvalitetni vizualni elementi animea snažan izvor inspiracije za tandem. Također je komentirao: "... cyberpunk filmove je jako teško opisati trećoj osobi. Pretpostavljam da je The Matrix vrsta filma koju je vrlo teško nacrtati i odnijeti u filmske studije". Izjavio je da su anime, nakon što je Duh prepoznat u Americi, redatelji Wachowski koristili kao "reklamni instrument". Kubrickova 2001.: Odiseja u svemiru (1968.) predstavlja još jedan znanstvenofantastični film koji je utjecao na vizualni stil filma The Matrix.
Kritičari su komentirali sličnosti između trilogije i drugih filmova iz kasnih devedesetih kao što su Strange Days (1995.), Dark City (1998.) i Trumanov show (1998.). Trilogija je bila uspoređivana sa serijalom stripova Granta Morrisona, The Invisibles; Morrison smatra da su redatelji u biti plagirali njegov rad da stvore film. The Matrix je uspoređivan i s knjigama Carlosa Castanede."
Zatim, primijećene su sličnosti sa središnjim konceptom trilogije sa serijom Doctor Who. Kao i u filmu, Matrica (pojavila se 1976. u trećem serijalu četrnaeste sezone, The Deadly Assassin) je masivni kompjuterski sustav u koji osoba ulazi koristeći napravu povezanu s glavom, dopušta korisnicima da vide prikaze stvarnog svijeta i mijenjaju fizikalne zakone; ali ako osoba tamo pogine, ona umira i u stvarnosti.

## Premijera filma
The Matrix je premijerno prikazan 31. ožujka 1999. Zaradio je 171 milijun dolara u Sjevernoj Americi i više od 292 milijuna na inozemnim kinoblagajnama, sveukupno 463 milijuna u svijetu, a kasnije je izdanje na DVD-u postalo prvo prodano u više od 3 milijuna primjeraka u SAD-u i na Blu-ray-u 14. listopada 2008.
Film je također izašao samostalno na desetogodišnjicu izdanja Blu-raya u formatu Digibook 31. ožujka 2009., točno 10 dana nakon što je film premijerno prikazan u kinodvoranama.

## Kritike
Film je dobio pozitivne recenzije od većine kritičara, i smatra se jednim od najvećih znanstvenofantastičnih filmova svih vremena. Na portalu Rotten Tomatoes složili se se da film predstavlja "genijalnu" mješavinu hongkonških akcijskih filmova, inovativnih vizualnih efektata i maštovite vizije. Rotten Tomatoes je izvjestio da je 87% kritičara dalo pozitivne recenzije, s prosječnom ocjenom od 7.4/10, koja se temelji na uzorku od 129 recenzija. Na portalu Metacritic, koji daje prosječnu ocjenu od 100 recenzija mainstream kritičara, film je dobio prosječnu ocjenu od 73 nakon izlaska na DVD-u, na temelju 35 recenzija.
Philip Strick je komentirao u časopisu Sight & Sound: "ako Wachowski tvrde da nema originalnosti u poruci, onda su nevjerojatni inovatori metode", hvaleći detalje u filmu i njegove "jasne i nevjerojatne slike". Roger Ebert je pohvalio vizualni dio filma i premisu, ali mu se nije svidjela usredotočenost na nepotrebnoj akciji. Slično tome, časopis Time Out je pohvalio "zabavno genijalne" promjene između dviju realnosti, "privlačno neobičnu" glumu Huga Weavinga, te kinematografiju i dizajn, ali je zaključio: "obećavajuća premisa se redovito trati kako se film pretvara u pošteni akcijski film ... ipak još jedan komad izvrsne predugačke konceptualne besmislice". Ostali recenzenti su kritizirali relativno slab smisao za humor i samozadovoljstvo filma.
Američki filmski institut je 2001. The Matrix smjestio na 66. mjesto liste "AFI's 100 Years... 100 Thrills" list.  Entertainment Weekly je 2007. nazvao The Matrix najboljim znanstvenofantastičnim medijem u zadnjih 25 godina. Film je također na broju 39. na Empireovoj listi "The 500 Greatest Movies of All Time." The Matrix je proglašen četvrtim najboljim SF filmom na listi iz 2011. Best in Film: The Greatest Movies of Our Time, koji se temelji na anketi koju provode ABC i časopis People.
Nekoliko je tvoraca znanstvene fantastike komentiralo film. Pisac William Gibson, ključna pojava u cyberpunk fikciji, nazvao je film "bezazlenim veseljem koje dugo nije doživio" te izjavio: "Neo je moj najdraži znanstvenofantastični junak ikada, apsolutno". Joss Whedon je nazvao film "svojim brojem jedan" i pohvalio njegovo pripovijedanje, strukturu i dubinu, zaključivši: "Funkcionira na bilo kojoj razini na koju ga želite dovesti." Filmaš Darren Aronofsky je komentirao: "Izašao sam nakon filma ... i mislio sam 'Koju vrstu znanstvenofantastičnog filma ljudi sad mogu napraviti?' Wachowski su u biti uzeli sve velike SF ideje 20. stoljeća i napravili od njih najukusniji sendvič popularne kulture koji su svi na planetu proždrli". Redatelj M. Night Shyamalan je pohvalio strast Wachowskih za film, rekavši: "Bez obzira na to što mislite o The Matrix, svaka snimka je ovdje zbog strasti koju imaju! Možete vidjeti da su uspjeli!"

### Nagrade i nominacije
The Matrix je dobio Oscara za montažu, montažu zvuka, vizualne efekte i zvuk. Filmaši su se natjecali protiv drugih filmova s franšizama kao što je Zvjezdani ratovi I: Fantomska prijetnja, ali ipak su uspjeli pobijediti u sve četiri nominacije. Film je 1999. osvojio nagradu za najbolji znanstvenofantastični film i najbolju režiju na Nagradama Saturn. The Matrix je također dobio Baftinu nagradu za najbolji zvuk i vizualne efekte, a također je nominiran za najbolju kinematografiju, produkcijski dizajn i montažu.
Liste Američkog filmskog instituta:
- AFI's 100 Years...100 Thrills – Br. 66
- AFI's 100 Years...100 junaci i zločinci:
  - Neo (Thomas Anderson) – nominacija za junaka
  - Agent Smith – nominacija za zločinca
- AFI's 100 Years...100 Movies (10th Anniversary Edition) – nominacija
- AFI's 10 Top 10 – nominiran za znanstvenofantastični film

## Ostavština
The Matrix je snažno utjecao na snimanje akcijskih filmova u Hollywoodu. Postavio je novi standard za filmske scene borbi time što su za nj angažirali poznate koreografe borbi (kao što je Yuen Woo-ping) iz hongkonških akcijskih filmova, dobro poznatih po svojoj produkciji borilačkih filmova. Uspjeh filma The Matrix je postavio pred koreografe i njihove tehnike visoke zahtjeve ostalih filmaša koji su htjeli slične borbe; npr. wire fu (podkategorija kung fu filmova u kojima kaskaderi izvode radnje pomoću žica) koji je bio iskorišten u filmu X-Men (2000.), a brat Yuena Woo-pinga, Yuen Cheung-Yan, bio je koreograf filma Daredevil (2003.).
Filmove karakterizira puno usporenog kretanja, kamere koje se okreću, često korištenje efekta bullet time, u kojem se lik zamrzne ili usporava dok se kamera okreće oko njega. Sposobnost da se uspori vrijeme dovoljno da se razazna kretanje metaka iskorištena je kao centralni mehanizam nekoliko videoigara, uključujući Max Payne, u kojoj se izričito upućuje kao na "bullet time" (iako je igra otišla u produkciju prije nego što je film prikazan). Karakteristični specijalni efekti filma također su nebrojeno puta bili parodirani, npr. u komedijama kao što su Scary Movie, Deuce Bigalow: Male Gigolo, Shrek i Kung Pow! Enter the Fist; u animiranim serijama kao što su Simpsoni, Fairly Oddparents i Family Guy; u serijama kućnih videa kao što je FLCL; te u videoigrama kao što je Conker's Bad Fur Day, zajedno s razrađenijom parodijom Marx Reloaded, u kojoj je središnji odnos između Nea i Morpheusa prikazan kao izmišljeni susret između Karla Marxa i Lava Trockija.

## Franšiza
Mainstream uspjeh filma doveo je do stvaranja dvaju nastavaka, The Matrix Reloaded i The Matrix Revolutions. Oba su bila snimljena simultano tijekom jednog snimanja i prikazana u dva dijela 2003.g. Uvodnu priču iz prvog dijela nastavlja priča o predstojećem napadu vojske strojeva na grad ljudi Zion. Neo također saznaje više o povijesti Matrice, svojoj ulozi kao Izabranog i o proročanstvu koje će okončati rat. Nastavci imaju duže i ambicioznije akcijske scene, kao i poboljšanja efekta bullet time i drugih vizualnih efekata.